# Diner (film)
Diner is een Amerikaanse filmkomedie uit 1982 onder regie van Barry Levinson.

## Verhaal
Eind 1959. Zes vrienden die elkaar kennen sinds de middelbare school, staan nu op de drempel van de volwassenheid. Zij komen nog regelmatig samen in een eethuisje in Baltimore, maar weldra zullen hun wegen uiteengaan.
Shrevie is al getrouwd, maar kan moeilijk afscheid nemen van zijn jeugd, geconcretiseerd door zijn verzameling platen, en ontsteekt in woede wanneer zijn vrouw Beth zijn classificatiesysteem niet respecteert. Boogie studeert rechten, maar heeft speelschulden en sluit weddenschappen af op zijn verleidingskunsten. Eddie wil pas met zijn vriendin trouwen, als zij voldoende kennis over honkbal kan voorleggen. Billy weet niet goed of hij klaar is voor het huwelijk, ook al heeft hij zijn vriendin zwanger gemaakt. Fenwick zakt weg in cynisme. Modell ten slotte hangt gewoon wat rond.

## Rolverdeling
| Acteur           | Personage           |
| ---------------- | ------------------- |
| Steve Guttenberg | Eddie Simmons       |
| Daniel Stern     | Shrevie Schreiber   |
| Mickey Rourke    | Boogie Sheftell     |
| Kevin Bacon      | Timothy Fenwick jr. |
| Tim Daly         | Billy Howard        |
| Ellen Barkin     | Beth Schreiber      |
| Paul Reiser      | Modell              |
| Kathryn Dowling  | Barbara             |
| Michael Tucker   | Bagel               |
| Jessica James    | Mevrouw Simmons     |
| Colette Blonigan | Carol Heathrow      |
| Kelle Kipp       | Diane               |
| John Aquino      | Tank                |
| Richard Pierson  | David Frazer        |
| Claudia Cron     | Jane Chisholm       |

## Kenmerken
De film biedt geen visueel spektakel. De sterkte ligt in de spitante dialogen. De studiobazen van MGM hadden last om te begrijpen dat de schijnbaar onzinnige dialogen net de kracht van de film uitmaken.
De film werd genomineerd voor de Oscar voor beste oorspronkelijke scenario.
Op basis van de film maakte Levinson een proefaflevering voor een televisieversie. Hierin nam enkel Paul Reiser zijn oorspronkelijke rol op. Boogie werd hierin vertolkt door Michael Madsen. De televisiereeks werd uiteindelijk niet geproduceerd.